# Павук-краб
Краб-павук — рід павуків родини павуків-крабів. Забарвлення представників роду коричнувате, рідше червоне. За поведінкою схожі до квіткових павуків, але на відміну від них мають довгі передні кінцівки і короткі задні. Для цих павуків притаманне повільне пересування.
Тепер науці відомо 353 види, які відносять до даного роду.